# Nuku Hiva
Nuku Hiva (alte Namen: Nukahiva, Federal Island (Joseph Ingraham), Baux) ist eine im Pazifischen Ozean gelegene Insel vulkanischen Ursprungs. Der ursprüngliche Name der Insel „Te Fenua Enata“ bedeutet „Die Erde der Männer“.

## Geographie

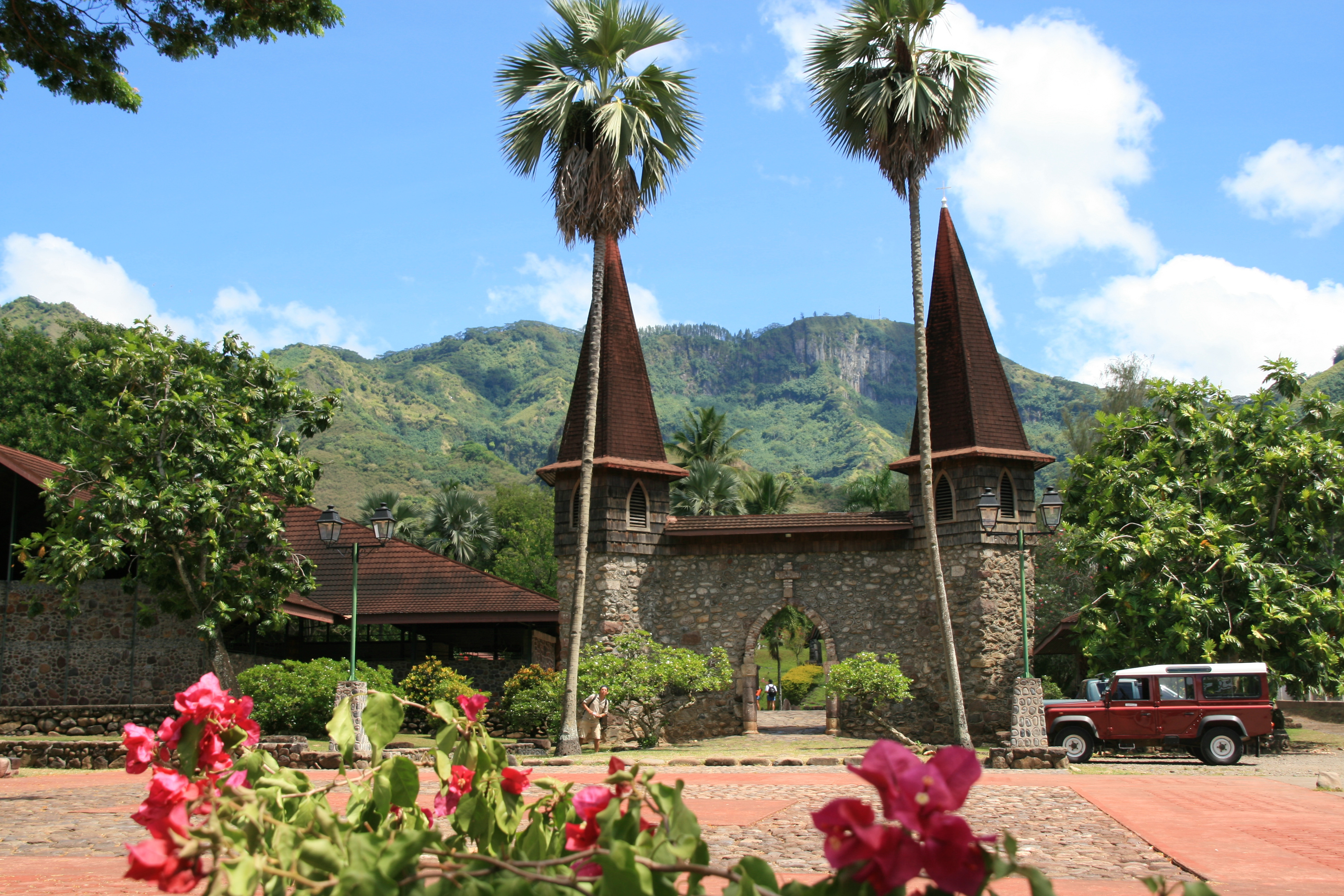
Kathedrale Notre-Dame in Taioahe

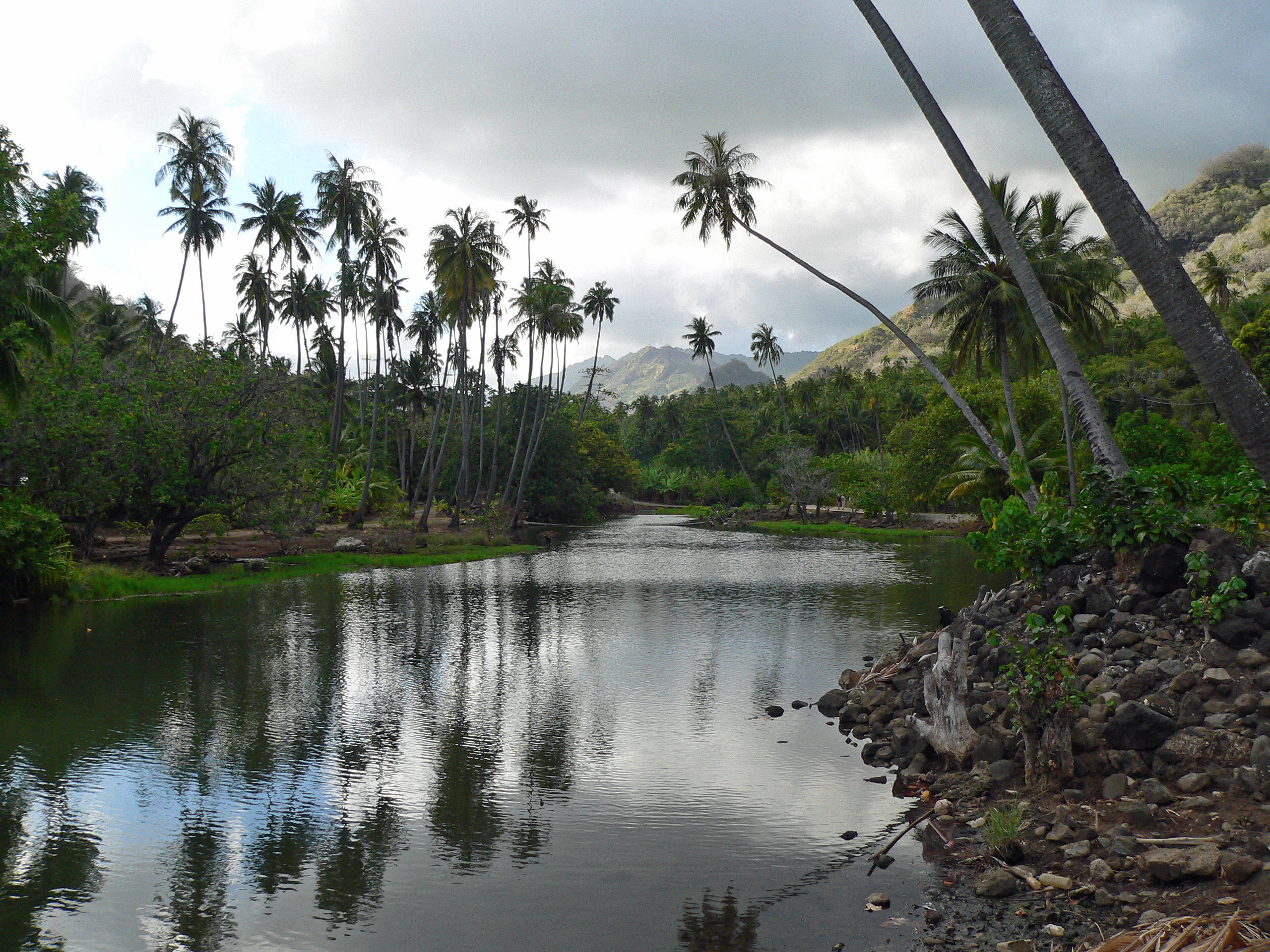
Taipivai-Tal

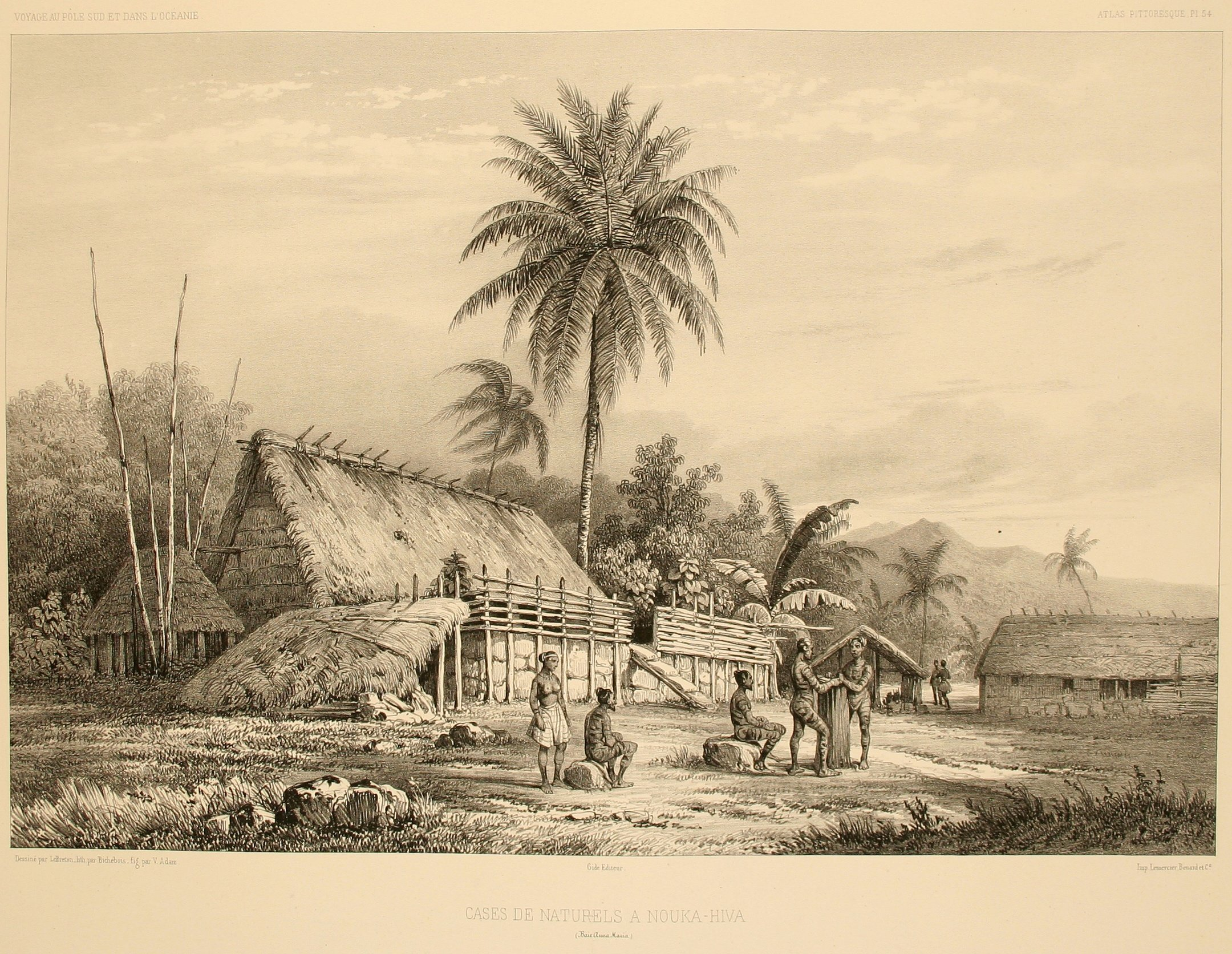
Nuku Hiva 1846

Nuku Hiva zählt geographisch zur Nordgruppe der Marquesas-Inseln und politisch zu Französisch-Polynesien. Mit einer Fläche von etwa 340 km² und 2660 Einwohnern ist sie die größte und bevölkerungsreichste Insel der Marquesas.
Die Ansiedlungen befinden sich im üppig bewachsenen Osten und Süden der Insel. Der Nordwesten, im Windschatten des Mont Tekao (1.224 m), ist arid. Das Zentrum der Insel wird von dem rund 800 Meter hohen, bewaldeten Toovii-Plateau gebildet. Die Insel weist sowohl steile, unzugängliche Küstenabschnitte, als auch palmenbestandene, sandige Buchten auf, die zum Baden einladen.

## Taiohae
Größte Ansiedlung und gleichzeitig Verwaltungszentrum der Marquesas ist Taiohae am Fuße des 864 Meter hohen Mont Muake. Die große Bucht von Taiohae (früher: Port Anna Maria) bildet einen von zwei kleinen Inseln (Matauapuna oder Sentinelle de l’Est im Osten und Motu Nui oder Sentinelle de l’Ouest im Westen) geschützten Hafen, der gerne von Weltumseglern als Zwischenstation genutzt wird. Hier legen auch von Zeit zu Zeit Kreuzfahrtschiffe an.
Die moderne Kirche Notre Dame, Sitz des Bistums Taiohae o Tefenuaenata, ist aus verschiedenfarbigen Steinen von sechs Marquesas-Inseln erbaut.
Am Ostrand des Dorfes wurden von heimischen Künstlern traditionelle Hütten und Zeremonialplattformen mit Tikis für das Marquesas-Festival 1999 nachgebildet.
Es gibt eine Straße zum Flughafen Nuku Hiva im Nordwesten.

## Sonstiges
Etwa 15 Kilometer südwestlich von Taiohae ist das Hakaui-Tal mit mehreren Haus- und Zeremonialplattformen und dem 350 Meter hohen Ahuii-Wasserfall (auch Vaipo-Wasserfall genannt). Einige weitere bedeutende, zum Teil restaurierte Kultstätten befinden sich im Süden der Insel, im Taipivai-Tal und im Norden, in der Nähe der Hatiheu-Bucht, dem Lieblingsplatz des Schriftstellers Robert Louis Stevenson. Auf einem 300 Meter hohen, steilen Basaltkegel oberhalb der Bucht steht eine Statue der Jungfrau Maria.
Nuku Hiva ist Schauplatz des Romans Taipi von Herman Melville.
Im Jahr 2011 wurde auf Nuku Hiva ein deutscher Weltumsegler von einem Einheimischen ermordet. Das Auffinden der verkohlten Leichenteile in einer Feuerstelle führte dazu, dass die Insel und deren Bewohner in internationalen Medien mit Kannibalismus in Verbindung gebracht wurden. Im Laufe der Ermittlungen konnten kannibalistische Handlungen aber letztendlich ausgeschlossen werden.

## Verbannungsort
Die Zweite Französische Republik unter dem späteren Napoleon III. sah in einem Gesetz über politische Deportationen Nuku Hiva als Ort für die Einfache Deportation vor. Mehrere Revolutionäre des Juni-Aufstands im Jahre 1848 wurden in den Jahren 1850 und 1851 mit ihren Familien hierher verbannt.